# Mieloperossidasi
La mieloperossidasi è una perossidasi che nell'uomo è codificata dal gene MPO sul cromosoma 17.
L'enzima appartiene a un'ampia famiglia di emoproteine, definite anch'esse perossidasi in modo generico, in grado di detossificare le cellule dalla presenza di specie reattive dell'ossigeno come i perossidi.
È molto espressa nei neutrofili, dove serve a produrre ipoclorito per svolgere attività antimicrobica. Dunque si tratta di un enzima lisosomiale, accumulato nei granuli azzurrofili e rilasciato nello spazio extracellulare durante la degranulazione. È dotata di un gruppo eme, che determina il colore verde delle secrezioni ricche di neutrofili (come il muco).